# Epinephelus macrospilos
Epinephelus macrospilos es una especie de peces de la familia Serranidae en el orden de los Perciformes.

## Morfología
Los machos pueden llegar alcanzar los 51 cm de longitud total.

## Distribución geográfica
Se encuentra desde Kenia hasta KwaZulu-Natal (Sudáfrica) y el Pacífico central.